# Epidendrum dipus
Epidendrum dipus är en orkidéart som beskrevs av John Lindley. Epidendrum dipus ingår i släktet Epidendrum och familjen orkidéer. Inga underarter finns listade i Catalogue of Life.